# Quartier de la Place-Vendôme
Quartier de la Place-Vendôme är Paris 4:a administrativa distrikt, beläget i första arrondissementet. Distriktet, som bildades år 1790, är uppkallat efter Place Vendôme.
Första arrondissementet består även av distrikten Saint-Germain-l'Auxerrois, Halles och Palais-Royal.

## Kyrkobyggnader
- Notre-Dame-de-l'Assomption

## Profana byggnader
- Justitieministeriet
- Rue Cambon

## Bilder
| - De fyra administrativa distrikten i Paris första arrondissement. - Notre-Dame-de-l'Assomption. |

## Kommunikationer
- Tunnelbana – linjerna    – Concorde